# ミュージック・モア
『ミュージック・モア』は、2018年7月7日より2023年3月4日まで、TOKYO MX1で放送していた音楽番組。

## 概要
MCのクリス松村が、毎回アーティストゲストを招いてトークを展開、時代を作った曲から、埋もれてしまった名曲まで話を広げる。
2018年9月中旬からは、収録場所をレコーディングスタジオ「サウンドインスタジオ」（東京都千代田区）に移し、ゲストがその場でライブを行うようになった。
『とにかく良い音楽を語ること』を番組の基本テーマに据え、オリコンのランキングから昭和の名曲を掘り下げるコーナー『ランキング・ブリッジ』、今知っておきたいアーティストのライブを送るコーナー『Live in Music More』なども展開。
番組タイトルは、2018年9月まで『ミュージック・モア 今夜、僕たちはきっと音楽を聴く。』であったが、2018年10月から『ミュージック・モア』と変更された。
2019年4月よりサンテレビ（兵庫県）でも放送を1週遅れで開始（木曜日 21:30～22:00。2020年3月までは火曜日 23:30～24:00）していたが、2020年9月24日（前週の伊藤蘭の回）をもって放送終了（打ち切り）となる。
2020年4月2日より毎週金曜日 1:05～1:35(木曜日深夜）に、同年10月3日よりは第1・第5土曜日 11:30～11:55に、更に2021年4月3日からそれより30分早い時間に放送枠を移動した。

## 出演者
- クリス松村[1]

## ゲスト

### 2018年
- サーカス (2018年7月7日&7月14日放送)
- Chage (2018年7月21日&7月28日放送)
- 千倉真理 (2018年8月4日放送)
- DJ OSSHY&ブルーペパーズ (2018年8月11日放送)　ライブ：「秋風のリグレット」（ブルー・ペパーズ）
- 杉山清貴 (2018年8月18日&8月25日放送) 　ライブ：「ふたりの夏物語」、「Good Day、Sunny Guy ～村田和人に捧ぐ～」
- 石川ひとみ (2018年9月8日放送)　ライブ：「まちぶせ」
- EPO (2018年9月15日放送)　ライブ：「DOWNTOWN」、「土曜の夜はパラダイス」
- 金井夕子 (2018年9月22日放送)　ライブ：「片思い」、「パステル ラブ」
- 鈴木茂 (2018年10月6日放送)
- 南佳孝 (2018年10月13日放送)　ライブ：「スローなブギにしてくれ」、「柔らかな雨」
- 沢田知可子 (2018年10月20日放送)　ライブ：「会いたい」、「シアワセの種」
- 岩崎宏美 (2018年10月27日放送)
- 八神純子 (2018年11月3日放送)　ライブ：「ポーラー・スター～みずいろの雨」（メドレー）、「約束」
- 横山剣 (2018年11月10日放送)
- 大滝裕子(2018年11月17日放送)　ライブ：「ミスター・スモウク」、「君の友だち（You've Got a Friend）」（AMAZONS）
- 野宮真貴(2018年11月24日放送)
- 山本達彦(2018年12月01日放送)　ライブ：「摩天楼ブルース」、「Silent Letter」
- 堀内孝雄(2018年12月08日放送)　ライブ：「秋止符」、「みんな少年だった」
- 松崎しげる(2018年12月15日放送)　ライブ：「Over The Rainbow」
- 稲垣潤一(2018年12月22日放送)　ライブ：「クリスマスキャロルの頃には」

### 2019年
- 芳村真理(2019年1月12日放送)
- 原田真二(2019年1月19日放送)　ライブ：「シャドー・ボクサー」、「Heart Aid」
- ささきいさお(2019年1月26日放送)　ライブ：「真赤なスカーフ」、「ダイアナ」
- 石橋凌(2019年2月2日放送)
- 伊東ゆかり(2019年2月9日放送)　ライブ：「あなたしか見えない」
- 杉真理(2019年2月16日放送)　ライブ：「ウイスキーが、お好きでしょ」、「バカンスはいつも雨」
- 岩崎良美(2019年2月23日放送)　ライブ：「赤と黒」、「My Life」
- 丸山圭子(2019年3月2日放送)　ライブ：「どうぞこのまま」、「足跡」
- マリーン(2019年3月9日放送)　ライブ：「マジック」
- ブレッド&バター(2019年3月16日放送)
- 池田聡(2019年3月23日放送)　ライブ：「モノクローム・ヴィーナス」、「月の舟」
- 石野真子(2019年3月30日放送)　ライブ：「春ラ!ラ!ラ!」
- 安部恭弘(2019年4月6日放送)　ライブ：「STILL I LOVE YOU」、「愛がそうあるように」
- 渡辺真知子(2019年4月20日放送)　ライブ：「ブルー」、「ときの華」
- B.B.クィーンズ(2019年4月27日放送)　ライブ：「おどるポンポコリン」
- 伊藤咲子(2019年5月4日放送)　ライブ：「きみ可愛いね」
- 中孝介(2019年5月11日放送)　ライブ：「花」、「Missing」
- 大橋純子(2019年5月18日放送)
- 尾崎亜美(2019年5月25日放送)　ライブ：「マイ・ピュア・レディ」
- 高橋洋子(2019年6月1日放送)　ライブ：「残酷な天使のテーゼ」、「赤き月」
- 白井貴子(2019年6月8日放送)　ライブ：「SOMEDAY」、「涙河」
- もんたよしのり(2019年6月22日放送)　ライブ：「ギャランドゥ」
- 中村雅俊(2019年6月29日放送)　ライブ：「俺たちの旅」
- サーカス(2019年7月6日放送)　ライブ：「アメリカン・フィーリング」
- 庄野真代(2019年7月13日放送)　ライブ：「マスカレード」、「中央フリーウェイ」
- 早見優(2019年7月20日放送)　ライブ：「夏色のナンシー」、「Caribbean Night」
- 小野リサ(2019年7月27日放送)　ライブ：「イパネマの娘」、「あの日にかえりたい」
- 中西圭三(2019年8月3日放送)　ライブ：「Woman」、「風雅」
- 濱田金吾(2019年8月10日放送)　ライブ：「MY CITY LIGHTS」
- 阿川泰子(2019年8月17日放送)　ライブ：「Fly Me To The Moon」
- 水木一郎(2019年8月24日放送)　ライブ：アニソンメドレー、スペシャルメドレー
- 松本隆(2019年8月31日放送)
- クミコ(2019年9月7日放送)　ライブ：「18歳の彼」、「妻が願った最期の「七日間」」
- 森口博子(2019年9月14日放送)　ライブ：「枯葉色のスマイル」、「水の星へ愛をこめて」
- 堀江美都子(2019年9月21日放送)　ライブ：アニソンメドレー
- 加藤登紀子(2019年10月5日放送)　ライブ：「難破船」
- 宇崎竜童(2019年10月12日放送)　ライブ：「サクセス」、「欲望の街」
- 太田裕美(2019年10月19日放送)　ライブ：「赤いハイヒール」、「桜月夜」
- カルロス・トシキ(2019年10月26日放送)　ライブ：「君は1000%」
- ビリー・バンバン(2019年11月2日放送)　ライブ：「また君に恋してる」、「さよなら涙」
- 平山みき(2019年11月9日放送)　ライブ：「マンダリンパレス」、「ブルー・ライト・ヨコハマ」
- 五十嵐浩晃(2019年11月16日放送)　ライブ：「ペガサスの朝」、「ディープ・パープル」
- 河口恭吾(2019年11月23日放送)　ライブ：「桜」
- 楠瀬誠志郎(2019年11月30日放送)　ライブ：「僕がどんなに君を好きか、君は知らない」
- 日髙のり子(2019年12月7日放送)　ライブ：「もう一度・ブラックコーヒー」
- 崎谷健次郎(2019年12月14日放送)　ライブ：「もう一度夜を止めて」、「Because Of Love」
- 鈴木トオル(2019年12月21日放送)　ライブ：「シャイニン・オン 君が哀しい」、「追憶の少年」

### 2020年
- 芳村真理(2020年1月11日放送)
- BORO(2020年1月18日放送)　ライブ：「大阪で生まれた女」、「小さな拳銃」
- 石川ひとみ (2020年1月25日放送)　ライブ：「にわか雨」、「40回目のlove song」
- トワ・エ・モワ (2020年2月1日放送)　ライブ：「虹と雪のバラード」、「地球は回るよ」
- 由紀さおり (2020年2月8日放送)　ライブ：「う・ふ・ふ」、「あなたにとって」
- 阿木耀子 (2020年2月15日放送)
- ザ・ルネッサンス (2020年2月22日放送)　ライブ：「YOU ARE MINE」、「春うらら」
- 森川美穂 (2020年2月29日放送)　ライブ：「教室」、「Friend」
- ゴスペラーズ (2020年3月7日放送)　ライブ：「ひとり」、「VOXers」
- 杉山清貴 (2020年3月14日放送)　ライブ：「さよならのオーシャン」、「月に口づけ」
- 三浦祐太朗 (2020年3月21日放送)　ライブ：「夢先案内人」、「MELODY」
- 原田真二(2020年4月3日放送)　ライブ：「タイム・トラベル」、「アワーソング」
- 井上ヨシマサ(2020年4月10日放送)　ライブ：「真夏のSounds good !」、「赤と金のツイスト」
- 影山ヒロノブ (2020年4月24日放送[3])　ライブ：「赤頭巾ちゃん御用心」、「牙狼〜SAVIOR IN THE DARK〜」
- 稲垣潤一（前編：2020年5月1日放送)　ライブ：「思い出のビーチクラブ」、「夕焼けは、君のキャンバス」
  - （後編：2020年5月8日放送)　ライブ：「ブルージン・ピエロ」
- 小比類巻かほる (2020年5月15日放送)　ライブ：「City Hunter〜愛よ消えないで〜～Hold On Me」（メドレー）
- 伊藤銀次 (2020年6月12日放送)　ライブ：「Destination」
- 野口五郎（前編：2020年6月19日放送)　ライブ：「季節風」、「女になって出直せよ」
  - （後編：2020年6月26日放送)　ライブ：「君が美しすぎて」、「光の道」
- 柏原芳恵 (2020年7月3日放送)　ライブ：「夏模様」、「KU・ZU 〜ワタシの彼〜」
- つのだ☆ひろ (2020年7月10日放送)　ライブ：「メリー・ジェーン」、「失恋レストラン」
- オーイシマサヨシ (2020年7月17日放送)　ライブ：「ようこそジャパリパークへ」、「パラレルワールド」
- 井上順 (2020年7月24日放送)　ライブ：「お世話になりました」
- 久米小百合 (久保田早紀) (2020年7月31日放送)
- 尾藤イサオ (2020年8月7日放送)　ライブ：「あしたのジョー」、「監獄ロック」
- 岡本真夜 (2020年8月14日放送)　ライブ：「TOMORROW」
- 浅香唯 (2020年8月21日放送)　ライブ：「セシル」、「Believe Again」
- 岩崎宏美（前編：2020年8月28日放送)　ライブ：「センチメンタル」、「素敵な気持ち」
  - （後編：2020年9月4日放送)　ライブ：「万華鏡」、「残した花について」
- 渡辺真知子 (2020年9月11日放送)　ライブ：「唇よ、熱く君を語れ」、「明日へ」
- 伊藤蘭（2020年9月18日放送）
- 八神純子（前編：2020年9月25日放送)　ライブ：「思い出は美しすぎて」、「Here We Go!」
  - （後編：2020年10月3日放送)　ライブ：「パープルタウン」、「明日の風」
- 山下久美子 (2020年10月31日放送)　ライブ：「バスルームから愛をこめて」、「赤道小町ドキッ」
- 南佳孝&杉山清貴 (2020年11月7日放送)　ライブ：「Pink Flamingo」
- 渡辺美里（2020年12月5日放送）

### 2021年
- 織田哲郎（2021年1月30日放送)　ライブ：「いつまでも変わらぬ愛を」、「CAFE BROKEN HEART」
- 寺尾聰（2021年2月6日放送)
- 佐野元春（2021年4月3日放送)
- 西田ひかる（2021年5月1日放送)
- ゴダイゴ（ミッキー吉野・タケカワユキヒデ）（2021年6月5日放送)
- 南野陽子（2021年7月3日放送)
- 根本要（スターダスト☆レビュー）（2021年8月7日放送)　ライブ：「夢伝説」、「木蘭の涙」
- UNICORN（奥田民生・手島いさむ）（2021年9月4日放送)
- SHOW-YA（2021年10月2日放送)　ライブ：「限界LOVERS」、「I am the storm / WATASHI WA ARASHI」
- 芳野藤丸（2021年11月6日放送)
- 岡村孝子（2021年12月4日放送)

### 2022年
- 野口五郎＆岩崎宏美（2022年1月8日放送)
- イルカ（2022年2月5日放送)　ライブ：「雨の物語」、「人生フルコース」
- 山崎ハコ（2022年4月2日放送)　ライブ：「織江の唄」、「ごめん…」
- DEEN（2022年5月7日放送)
- 堀ちえみ（2022年6月4日放送）
- 松任谷正隆（2022年7月2日放送）
- 稲垣潤一＆林哲司（2022年8月6日放送）
- 鈴木聖美（2022年9月3日放送）
- 海援隊（2022年10月1日放送）
- 松崎しげる（2022年11月5日放送)
- 森川美穂（2022年12月3日放送)

### 2023年
- 相川七瀬（2023年1月7日放送)

『Live in Music More』出演アーティスト
- 柴田聡子
- 横沢俊一郎
- ディープファン君
- 前野健太
- スリ・ヤムヒ
- 東郷清丸